# Santa Cruz (departament)
Santa Cruz – departament we wschodniej Boliwii. Zajmuje powierzchnię 370 621 km². W 2012 roku liczył 2 657 762 mieszkańców, a gęstość zaludnienia wynosiła 7,2 mieszk./km². Stolicą departamentu jest Santa Cruz. Dzieli się na 16 prowincji. Większość terytorium departamentu pokrywają lasy deszczowe, rozciągające się od podnóża Andów do Amazonii. 

## Demografia
W 2012 roku populacja departamentu liczyła 2 657 762 mieszkańców. W porównaniu z 2001 rokiem rosła ona średnio o 2,39% rocznie. 
|  |

### Miasta departamentu
Tabela przedstawie główne miasta departamentu: 
|    | Miasto                       | Populacja (w 2012 roku) |
| -- | ---------------------------- | ----------------------- |
| 1  | Santa Cruz de la Sierra      | 1 442 396               |
| 2  | Montero                      | 107 298                 |
| 3  | Warnes                       | 77 668                  |
| 4  | La Guardia                   | 76 123                  |
| 5  | Yapacaní (Villa Germán Bush) | 30 952                  |
| 6  | Camiri                       | 28 855                  |
| 7  | San Ignacio de Velasco       | 23 126                  |
| 8  | Ascensión de Guarayos        | 19 974                  |
| 9  | Cotoca                       | 19 482                  |
| 10 | San Julián                   | 19 374                  |
| 11 | Mineros                      | 18 340                  |
| 12 | El Torno                     | 17 130                  |
| 13 | Puerto Suárez                | 16 343                  |
| 14 | Portachuelo                  | 14 091                  |
| 15 | San José de Chiquitos        | 12 486                  |
| 16 | Puerto Quijarro              | 11 071                  |
| 17 | Roboré                       | 10 594                  |
| 18 | Vallegrande                  | 10 158                  |
| 19 | Concepción                   | 9 915                   |
| 20 | Pailón                       | 9 850                   |

## Podział na prowincje
Tabela przedstawia populację poszczególnych prowincji departamentu Santa Cruz w 2001 roku, z wyróżnieniem mężczyzn i kobiet. 
| Prowincja              | Stolica                 | Pow. (km²) | Ludność (2005) |  |
| ---------------------- | ----------------------- | ---------- | -------------- |  |
| Andrés Ibáñez          | Santa Cruz de la Sierra | 4 821      | 1 549 849      |  |
| Ignacio Warnes         | Warnes                  | 1 216      | 62 417         |  |
| José Miguel de Velasco | San Ignacio             | 65 425     | 64 517         |  |
| Ichilo                 | Buena Vista             | 14 232     | 82 952         |  |
| Chiquitos              | San José                | 31 429     | 70 319         |  |
| Sara                   | Portachuelo             | 6 886      | 42 157         |  |
| Cordillera             | Lagunillas              | 86 245     | 108 843        |  |
| Vallegrande            | Vallegrande             | 6 414      | 27 691         |  |
| Florida                | Samaipata               | 4 132      | 29 850         |  |
| Obispo Santiesteban    | Montero                 | 3 673      | 166 267        |  |
| Ñuflo de Chávez        | Concepción              | 54 150     | 116 101        |  |
| Ángel Sandoval         | San Matías              | 37 442     | 14 362         |  |
| Manuel Maria Caballero | Comarapa                | 2 310      | 22 142         |  |
| Germán Busch           | Puerto Suárez           | 24 903     | 37 637         |  |
| Guarayos               | Ascensión               | 20 293     | 38 498         |  |

Źródło:INE